# Bình Giang, Hải Phòng
Bình Giang là một xã thuộc thành phố Hải Phòng, Việt Nam.
Xã Bình Giang được thành lập ngày 16 tháng 6 năm 2025 theo Nghị quyết số 1686/NQ-UBTVQH15  của Ủy ban Thường vụ Quốc hội  trên cơ sở sáp nhập  toàn bộ diện tích tự nhiên, quy mô dân số của các xã Tân Việt (huyện Bình Giang), Long Xuyên, Hồng Khê, Cổ Bì và một phần xã Vĩnh Hồng  của tỉnh Hải Dương. Phường này chính thức hoạt động từ ngày 01 tháng 7 năm 2025.